# Galsay Ervin
Galsay Ervin (született Grósz; Budapest, 1923. június 9. – Budapest, 1976. december 15.) magyar operaénekes (basszus), érdemes művész (1974).

## Életpályája
Galsai (Grósz) Jenő (1886–1965) kereskedő és Bauer Irén fia. A középiskolás éveiben László Géza tanította énekelni. 1942–1944 között az OMIKE Művészakció operaelőadásain lépett fel. 1946-ban Tóth Aladár szerződtette az Operaházhoz, ezzel párhuzamosan 1948-ig a Zeneakadémia Vígopera társulatánál is énekelt. Közben Révész Jenőnél és Székelyhidy Ferencnél tanult tovább. 1973 őszén nyugalomba vonult.
Felesége Benedikt Klára zongoraművész volt.
Védett sírja a Kozma utcai izraelita temetőben látogatható (3/D.3-25.).

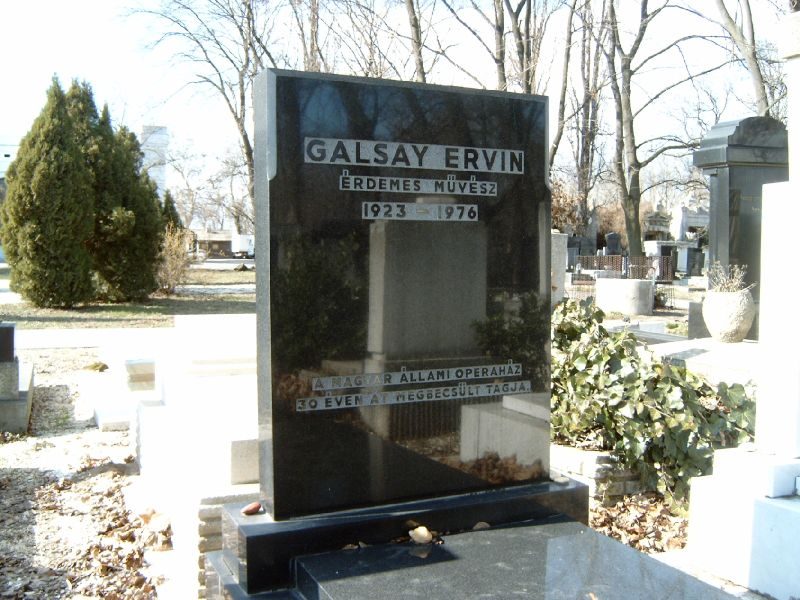
Galsay Ervin operaénekes (basszus) sírja Budapesten. Kozma utcai izraelita temető: 3D-3-25.

## Színházi szerepei
A Színházi Adattárban regisztrált bemutatóinak száma: 33.
- Mozart: Figaro házassága....Antonio
- Mozart: A varázsfuvola....Első pap; Sarastro
- Otto Nicolai: A windsori víg nők....dr. Cajus
- Wagner: A nürnbergi mesterdalnokok....Foltz
- Bedřich Smetana: Az eladott menyasszony....Micha Tóbiás
- Muszorgszkij: A szorocsinci vásár....3. Koma
- Kenessey Jenő: Az arany meg az asszony....2. Színész
- Verdi: Traviata....D'Obigny marquis
- Gioachino Rossini: A sevillai borbély....Bartolo
- Mejtusz: Az ifjú gárda....Sevcov
- Muszorgszkij: Hovanscsina (A két Honanszkij)....Varszonofjev
- Pergolesi: Az úrhatnám szolgáló....Uberto
- Jacques Offenbach: Hoffmann meséi....Crespel
- Poldini Ede: Farsangi lakodalom....Andris
- Verdi: Simon Boccanegra....Pietro
- Verdi: Macbeth....Egy orvos
- Maurice Ravel: Pásztoróra....Don Inigo Gomez
- Milhaud: Francia saláta....A kapitány
- Giacomo Puccini: Tosca....Sekrestyés
- Kodály Zoltán: Háry János....Napóleon; Generális Krucifix
- Carl Orff: Az okos lány....Második csibész
- Szokolay Sándor: Vérnász....Favágó
- Friedrich von Flotow: Márta....Lord Tristan Mickleford
- Wolf–Ferrar: A négy házsártos....Cancian
- Richard Strauss:  Ariadné Naxos szigetén....Truffaldin
- Erkel Ferenc: Bánk bán....Sólom mester
- Petrovics Emil: Bűn és bűnhődés....Első munkás
- Ránki György: Az ember tragédiája....Zenész; 1. géphang
- Gaetano Donizetti: Don Pasquale....Don Pasquale
- Wagner: Tannhäuser....Biterolf
- Ifj. Johann Strauss: A denevér....Frank
- Franz Schubert: Három a kislány....Tschöll papa
- Beethoven: Fidelio....Rocco